# W/R比率
W/R比率（W/Rひりつ）とは商学用語の一つ。
Wは卸売業（Wholesale）でありRは小売業（Retail）であり、これで示される卸売販売額と小売販売額の比較から、市場において卸売活動はどれほどの規模で行われているかを測るというものである。ここから現在の流通経路はどれだけ長くなっているか、日本の流通経路は各国と比較してみれば複雑であるか否かが見えてくる。
計算式は「(卸売販売額-産業使用者向け販売額-国外向け販売額)/小売業販売額」である。